# Marko Župančič
Marko Župančič [márko župánčič], slovenski arhitekt, urbanist, opremljevalec knjig in fotograf, * 1. september 1914, Ljubljana, † 24. april 2007, Ljubljana.

## Življenje in delo
Župančič se je jeseni 1933 vpisal na Oddelek za arhitekturo Tehniške fakultete Univerze v Ljubljani. Diplomiral je pri profesorju Jožetu Plečniku leta 1938 s projektom filharmonije v Ljubljani z oceno prav dobro (7.5). Bil je dober arhitekt, urbanist, opremljevalec knjig, pisec člankov in navdušen fotograf. Med vojno je bil v taborišču Dachau.
Arhitekt Marko Župančič je bil v Parizu pri Le Corbusierju in Pierru Jeanneretu od dne 1. decembra 1939 do 31. maja 1940, torej šest mesecev. Župančič mi je povedal, da je v času izpopolnjevanja v Franciji stanoval v Maison de Provance v Cité Universitaire na jugu Pariza, v registru Inženirske komore Dravske banovine pa je navedeno obdobje njegovega izpopolnjevanja. Njegova hči Alenka ve, da je bil njen oče v času študijskega izpopolnjevanja štipendist francoske vlade. Dne 1. septembra 1939, torej dva meseca pred Župančičevim prihodom v Pariz, so Nemci napadli Poljsko, zato ne preseneča, da je Župančič pri Le Corbusierju risal načrte za vojaške ali z vojno povezane objekte. V črni knjigi ateljeja je Župančič vpisan 22 krat, prvič je vpisan dne 6. decembra 1939, nazadnje pa dne 4. maja 1940. Krunić je ob prvem povratku iz Pariza v Ljubljano, torej februarja 1939, verjetno navdušil tudi Župančiča za pot v Pariz in delo pri Le Corbusierju. Arhitekt Marko Župančič je vpisan v črno knjigo največkrat od Plečnikovih študentov, ki so delali v ateljeju pri Le Corbusieru in Pierru Jeanneretu. Prvi projekt z dne 6. decembra nosi oznako 3575 in se imenuje stanovanje (francosko Logis), sledi vaški klub (fr. Club village) z oznako 3578 datiran 12. decembra 1939. Župančiču lahko pripišemo tudi naslednji vpis (fr. Pavillon de dessin) istega datuma, ki pa ni podpisan in nosi oznako 3580. Sledijo vpisi z oznakami 3581, 3582, 3584, 3585, 3593, 3597, 3600 in verjetno tudi nepodpisani 3601 do 3602, pa podpisani 3605, 3606, 3609, ki je datiran z dne 14. februarja 1940. Potem se Župančič skoraj mesec dni ni vpisal v knjigo tako da je naslednji vpis šele 3. aprila z oznako 3640 in opisom HAMON Baraquement. Sledijo vpisi z oznako HAM za številko 3641, 3644 do 3646, 3647, 3650 do 3653, ki je bil podpisan dne 4. maja 1940, kar je tudi zadnji Župančičev vpis v črno knjigo.
Župančič je ravno tako, kot večina Plečnikovih študentov, ki so delali pri Le Corbusierju vsestranski ustvarjalec. Nadarjen in brez napake v svojem opusu. V arhitekturnem snovanju predstavlja njegov vrh najprej Klub poslancev iz leta 1946/47 v Ljubljani. Žal so njegov Klub poslancev na križišču Puharjeve in Prešernove ceste, na katerem je bilo med drugimi odlikami stavbe mogoče občudovati kamnita, strukturirana pročelja, porušili leta 1991 zaradi gradnje novega krila Narodne galerije. Župančičev Klub poslancev je bilo mogoče primerjati tudi z Ravnikarjevo Moderno galerijo, ki je bila začeta prej in dokončana nekaj let po dograditvi kluba. Drugi vrh predstavlja Delavski dom v Trbovljah iz leta 1956, ki ga je zasnoval v sodelovanju z arhitektom Otonom Gasparijem in slikarjem Marijem Pregljem. Motiv valujoče stene v strogem okviru ponovi v trboveljskem Delavskem domu v nekoliko drugačni vsebini in obliki kot na načrtu zidanice za pesnika (Marko Župančič je bil sin pesnika Otona Župančiča), ki ga je snoval pri Plečniku. Leta 1951 je Župančič skupaj z Nikom Bežkom, Brankom Simčičem načrtoval regulacijski načrt v okviru Urada za regulacijo Ljubljane.
Župančič je napisal recenzijo knjige Le Corbusier Le Modulor v reviji Arhitekt (I, 1951, 56-57), ob smrti Le Corbusierja leta 1965 je skupaj s še živečimi slovenskimi učenci, ki so delali pri Le Corbusierju napisal nekrolog v revijo Sinteza (3, 1965, 64), leta 1994 pa v časnik Slovenec v sklopu podlistka Plečnikovi učenci se spominjajo svojo refleksijo. Župančič se je udeležil številnih natečajev, dobil nekaj nagrad in odkupov. Po njegovih načrtih je bilo zgrajenih več stanovanjskih blokov, industrijskih stavb, šol, spomenikov, med katerimi izstopa spomenik na Gričku pri Črnomlju, po njegovih načrtih so nastali objekti za ljubljanski živalski vrt in institut za patološko fiziologijo v Ljubljani ter še kaj. Najbolj sistematičen in celovit pa je njegov delež pri arhitekturi Trbovelj. Pediatrična bolnišnica, okrogli blok, tribuna na stadionu, stanovanjski bloki in še kaj, so poleg že omenjenega Delavskega doma nastajali po njegovih načrtih. Njegov modernistični opus, ki je nastajal v obdobju povojne obnove in po njem je poln prostorsko in simbolno označujočih domislic tako v detajlih kot strukturah.